# 洪蒂夫亞爾
49°49′17″N 35°34′39″E / 49.82139°N 35.57750°E
洪蒂夫亞爾（羅馬化：Hontiv Yar）是位於烏克蘭東部哈爾科夫州博霍杜希夫區瓦爾基市鎮的村莊。該村始建於1768年，面積15.5平方公里，海拔高度173米，2001年人口523，人口密度每平方公里33.9人。